# Michael Field
Michael Field est le pseudonyme collectif utilisé par les écrivaines et poétesses britanniques lesbiennes Katherine Harris Bradley (née le 27 octobre 1846 et morte le 26 septembre 1914) et sa nièce Edith Emma Cooper (née le 12 janvier 1862 et morte le 13 décembre 1913),. Sous le nom de plume de Michael Field, elles écrivent ensemble plus de 40 ouvrages ainsi qu'un journal intitulé Works and Days. Leur intention première est de conserver leur identité secrète, mais elle est révélée après qu'elles se sont confiées à leur ami Robert Browning.[réf. souhaitée]

## Biographies
Katharine Bradley est née le 27 octobre 1846 à Birmingham, en Angleterre. Ses parents sont Charles Bradley, un industriel du tabac et Emma Harris. Son grand-père, Charles Bradley (1785–1845) est un adepte de la prophétesse Joanna Southcott et de son successeur John « Zion » Ward. Elle étudie au Collège de France et au collège de Newnham à Cambridge.
La sœur aînée de Bradley, Emma, épouse James Robert Cooper in 1860, et emménage à Kenilworth, où leur fille, Edith Emma Cooper naît le 12 janvier 1862. La naissance de sa seconde fille handicape sévèrement Emma Cooper, ce pourquoi sa sœur Katharine Bradley devient la tutrice légale de sa nièce, Edith Cooper.
À partir de la fin des années 1870, alors qu'Edith est au University College de Bristol (en), elles décident de vivre ensemble et sont à la fois amantes et co-autrices de leurs ouvrages à deux mains. 
Edith meurt d'un cancer en 1913 et Katharine un an plus tard. Elles sont enterrées ensemble dans l'Église romaine catholique St Mary Magdalen de Mortlake (en).